# Bahnhof Wilthen

Der Bahnhof Wilthen ist eine Betriebsstelle der Bahnstrecke Bautzen–Bad Schandau und der hier einmündenden Strecke von Oberoderwitz auf dem Gemeindegebiet von Wilthen in Sachsen.

## Geschichte
Der Bahnhof Wilthen besteht seit der Eröffnung der Bahnstrecke Bautzen–Bad Schandau am 1. September 1877. Das Empfangsgebäude entspricht weiteren derartigen Bauten, die an der Süd-Lausitzer Bahn errichtet wurden. Die Bahnhofsanlage mit dem in Insellage angeordneten Empfangsgebäude ähnelt der in Oberoderwitz. In den 1920er Jahren erhielt der Bahnhof zwei mechanische Stellwerke mit Bahnhofsblock. Das Wärterstellwerk W3 befand sich an der westlichen Ausfahrt Richtung Neukirch, das Wärterstellwerk W1 an der östlichen Ausfahrt im Winkel der Strecken von Bautzen und Oberoderwitz. Der Sitz des Fahrdienstleiters mit der Befehlsstelle B2 befand sich im Westflügel des Empfangsgebäudes. 
Eine Zäsur war die politische Wende im Osten Deutschlands in den Jahren 1989/90. Innerhalb kürzester Zeit kam es zu einem enormen Rückgang der Verkehrsleistungen im Personen- und Güterverkehr. Die Fahrkartenausgabe im Empfangsgebäude schloss im Februar 1997. Ein weiterer Bedeutungsverlust entstand mit der Einstellung des Reiseverkehrs in Richtung Bautzen am 12. Dezember 2004. Am 16. Juni 2007 wurde die Strecke zwischen Bautzen und Wilthen gänzlich stillgelegt.

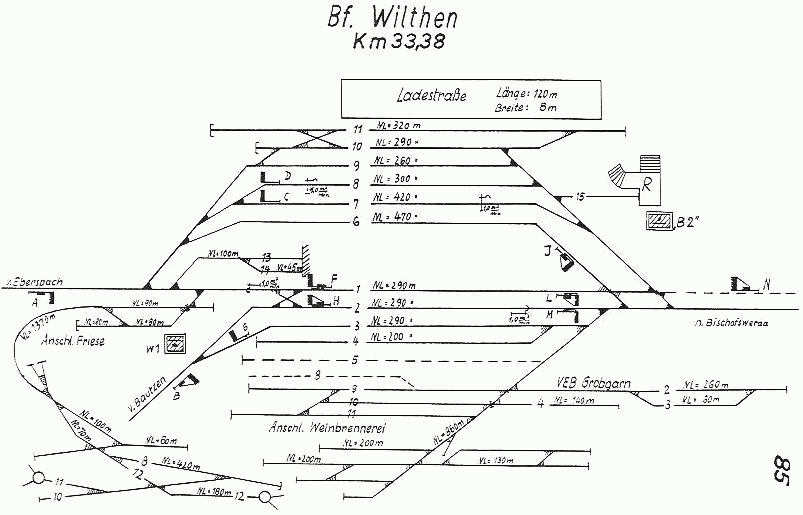
Gleisplan des Bahnhofes Wilthen vor 1989, heute sind nur noch Gleis 1, 6 und 8 in Betrieb

Im Jahr 2004 wurden die abgängigen Weichen im Westkopf erneuert, die zuletzt nur noch mit 10 km/h befahrbar waren. Die Weichen des Ostkopfes folgten 2006. Im Februar 2007 wurden alle nicht mehr benötigten Gleise abgebaut.
Am 25. November 2008 ging ein neues Elektronisches Stellwerk (ESTW-A) in Betrieb, das die bisherigen mechanischen Stellwerke ersetzte. Eine Implementierung der zu diesem Zeitpunkt schon stillgelegten Strecke von Bautzen erfolgte nicht mehr, obwohl zumindest der Standort des Ausfahrsignals am Gleis 1 die Sicherung von Fahrten in Richtung Bautzen ermöglichen würde. Die alten Stellwerksgebäude wurden 2009 abgerissen. 
Am 16. Juni 2009 endete am Bahnhof der Güterverkehr. Letzter Güterkunde in Wilthen war die Wilthener Weinbrennerei, die mehrmals wöchentlich mit einem Ganzzug bedient wurde.
Seit 2008 kreuzten jeweils zur geraden vollen Stunde die Regionalexpresszüge der Relation Dresden–Zittau–Liberec, wobei die Symmetriezeit zwei Minuten später als üblich lag. Jeweils zeitversetzt zweistündlich verkehrten Regionalbahnen in der Relation Dresden–Zittau, die sich jedoch im östlich benachbarten Bahnhof Ebersbach (Sachs) begegneten. Beide Linien werden seit Dezember 2014 durch das Eisenbahnverkehrsunternehmen Die Länderbahn unter der Marke Trilex gefahren.
Am 15. Oktober 2019 wurde ein Reisezugfahrplan wirksam, der konsequent auf den neuen Nulltaktknoten Zittau ausgerichtet ist. Die Regionalbahnen kreuzen seitdem zweistündlich in Wilthen zur üblichen Symmetrieminute.

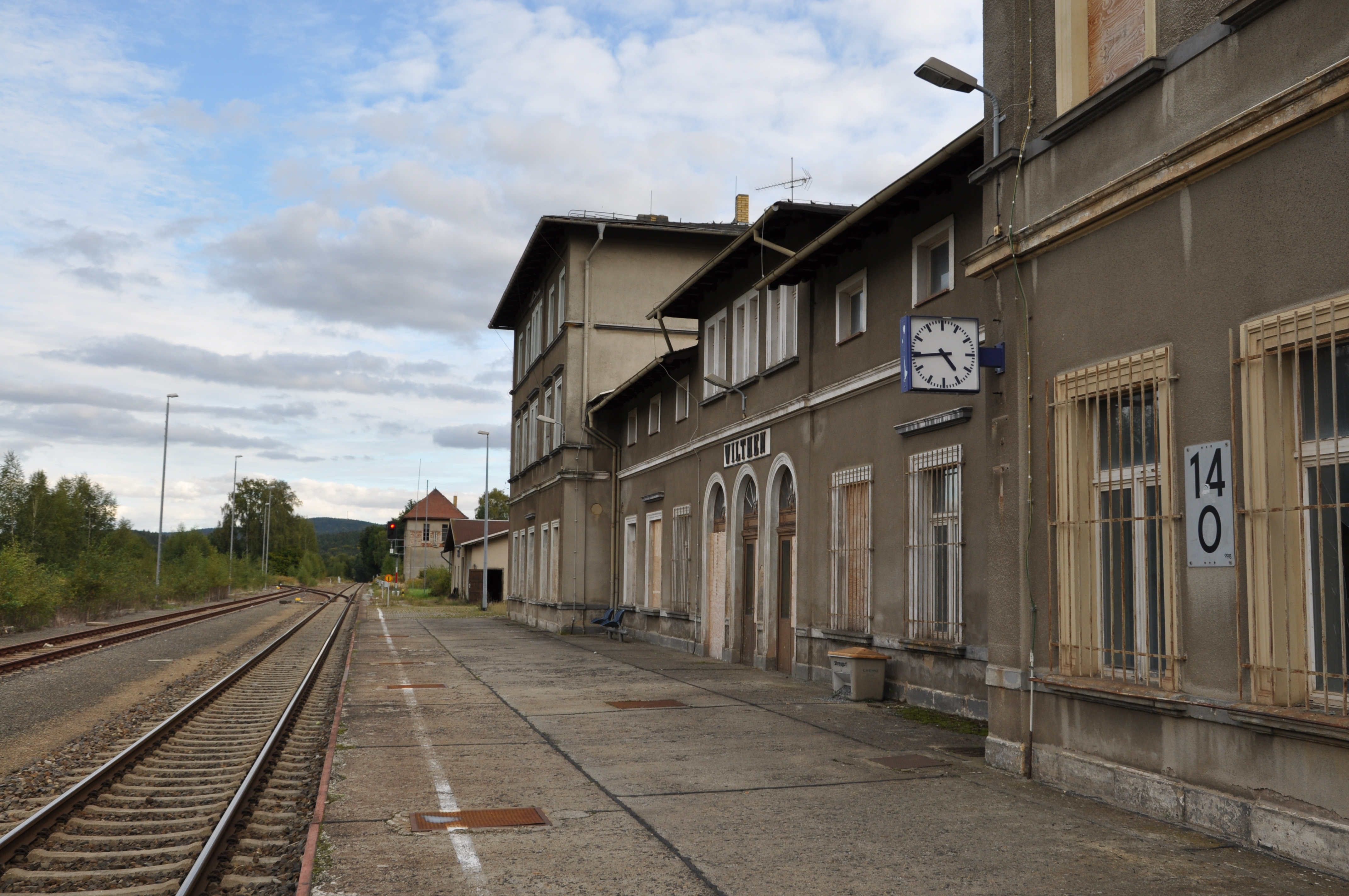
Bahnsteig Gleis 1 auf der „Bautzner Seite“
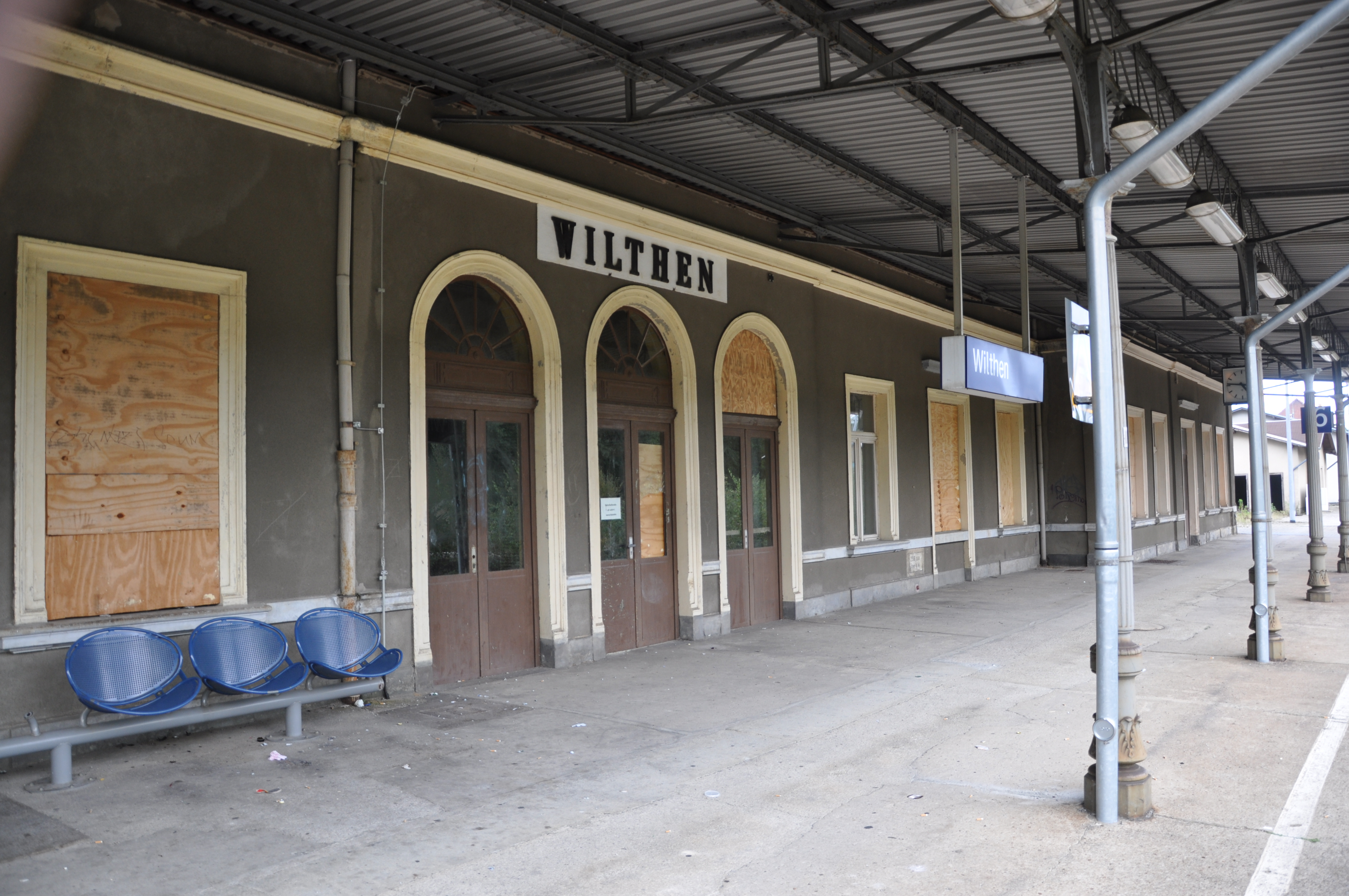
Hausbahnsteig Gleis 6 auf der „Zittauer Seite“
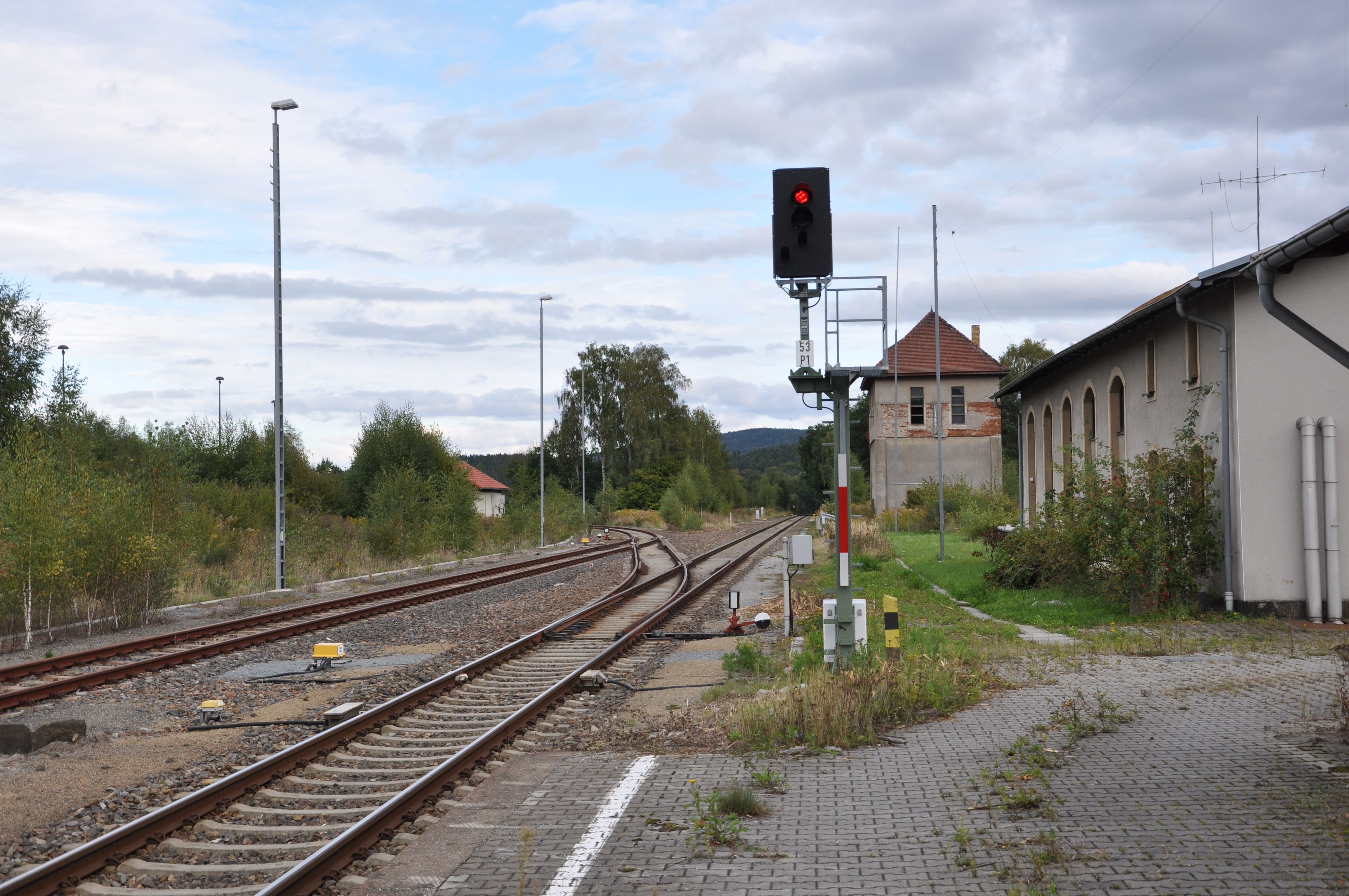
Ausfahrsignal an Gleis 1; das nach links abzweigende Gleis führt nach Bautzen
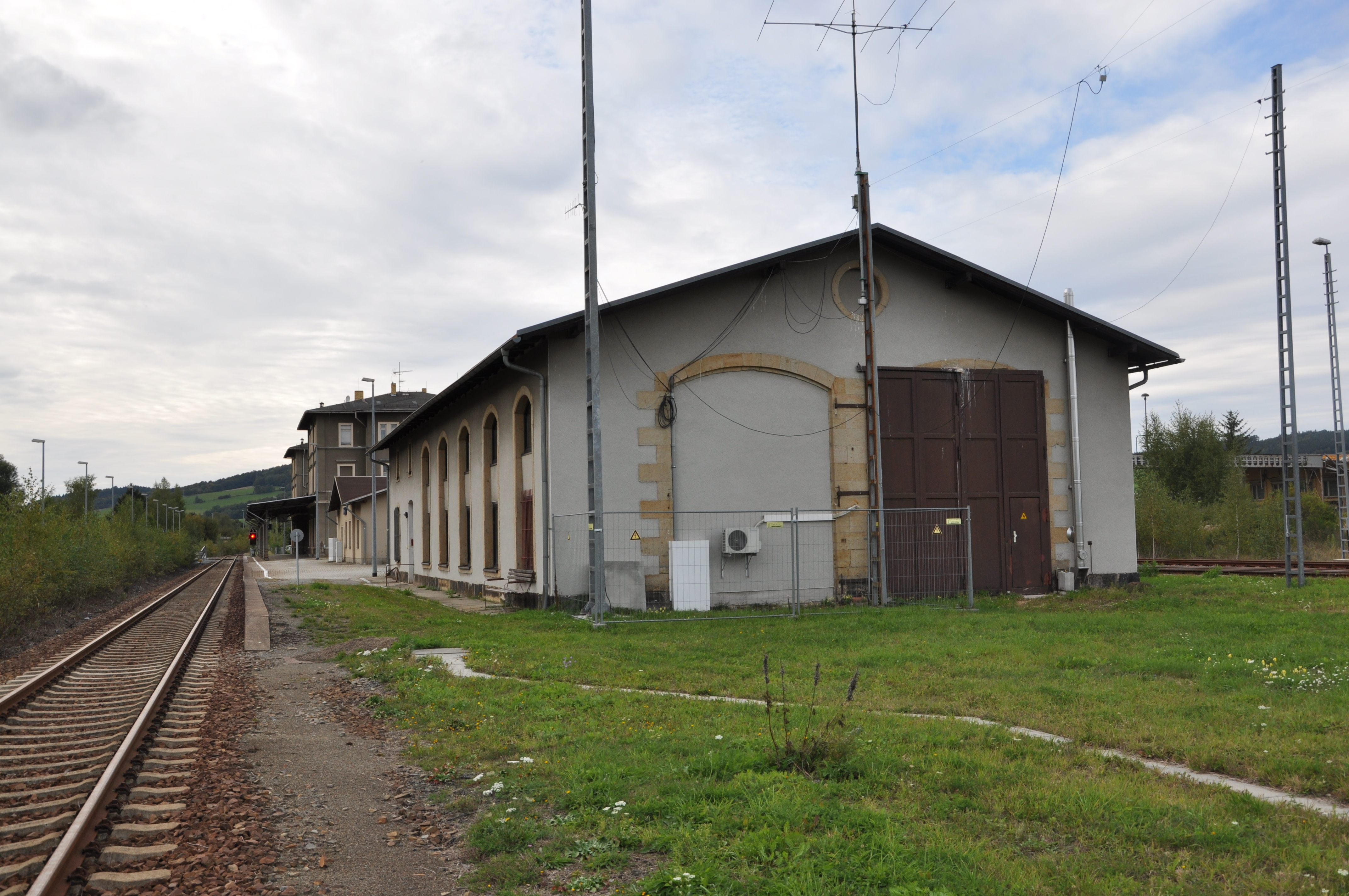
ehem. Heizhaus
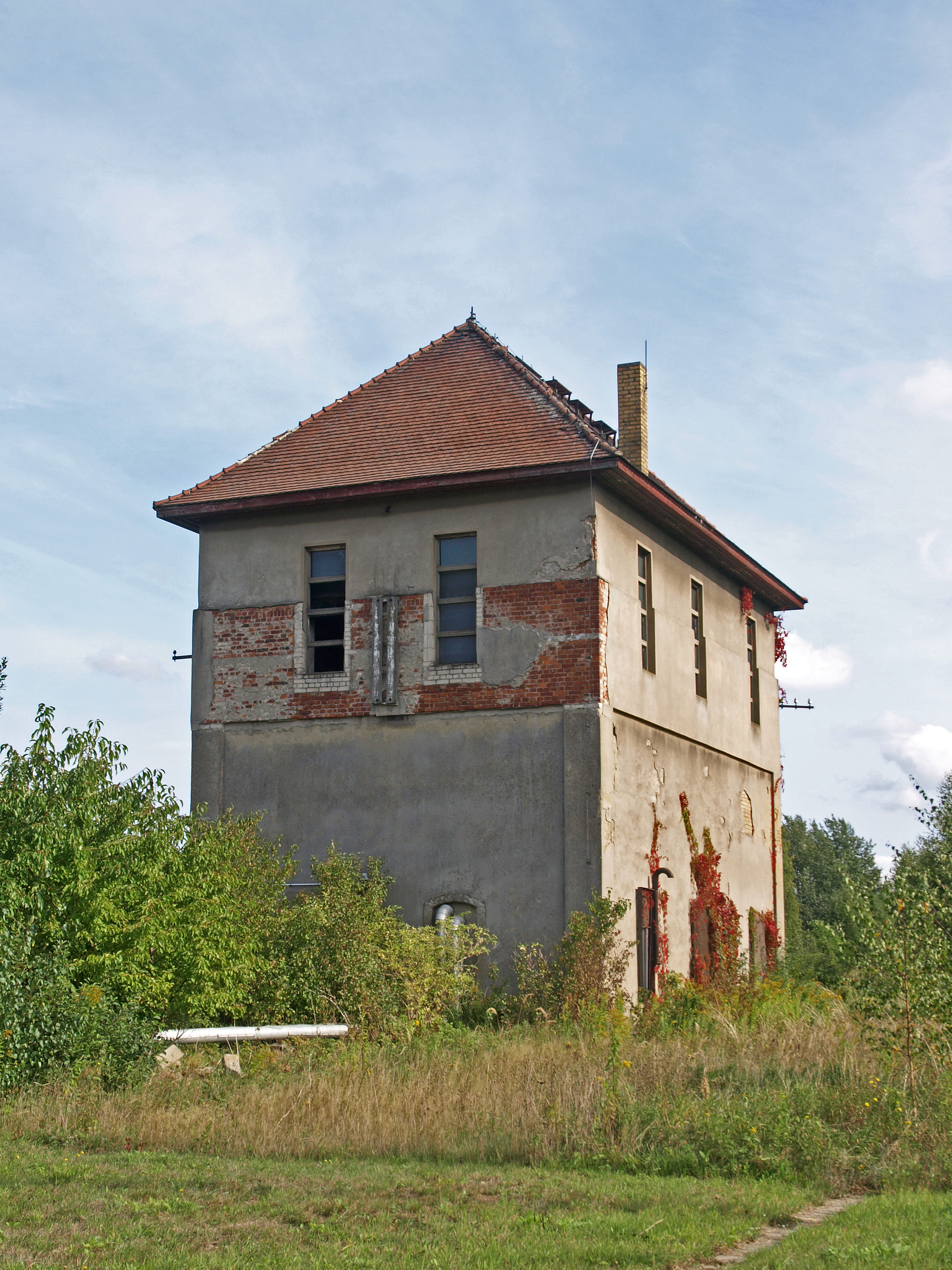
ehem. Wasserhaus
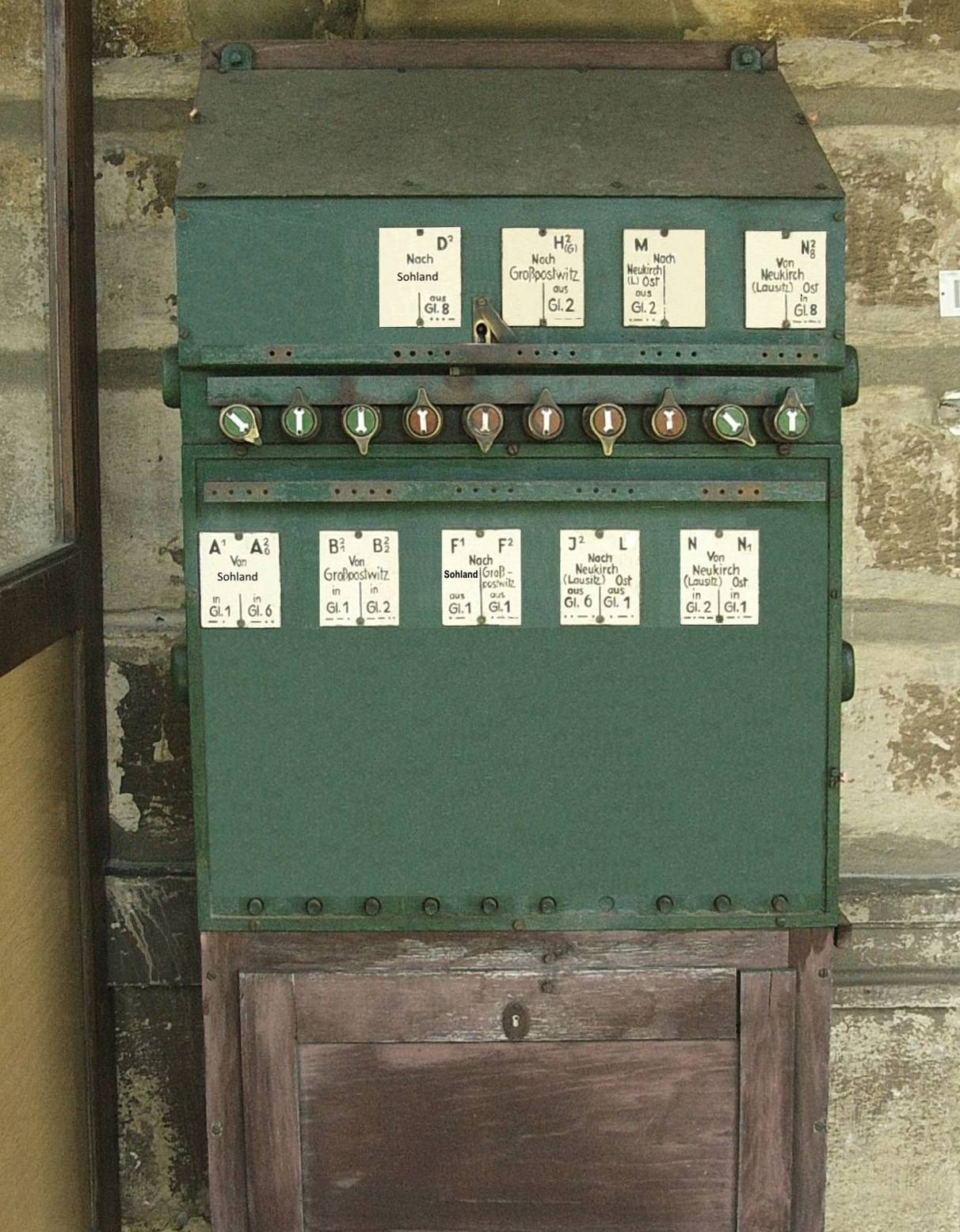
ehem. Befehlswerk am Empfangsgebäude (B2)